# ممثل
المُمَثِّل (والمؤنث مُمَثِّلَة) هو الشخص الذي يعيش حالة شخصية من خلال نص درامي أو تراجيديا أو كوميدي بكل أحاسيسه ومكوناته، ويعبّر عنها متقمصاً جميع أساسياتها وتفاصيلها ليصل إلى المشاهد، سواء كان ذلك في مسرحية أو فيلم سينمائي أو مسلسل تلفزيوني، أو مسلسل إذاعي. على الممثل أن يتمتع بالجاذبية الطبيعية حتى يصدقه الناس، كما يجب أن يستطيع تقمص الشخصيات على اختلافها.
في عصور اليونان القديمة وروما والعصور الوسطى وحتى في زمن وليم شكسبير، كان الممثلون من الرجال فقط حيث لعب الرجال والصبيان الأدوار النسائية. بينما سمحت روما القديمة للنساء القيام بالأداء المسرحي، إلا أن عدد قليلا شاركنَ بالحوار. ومع ذلك، سمح مسرح الكوميديا المرتجلة الإيطالي للنساء بالأداء المسرحي في وقت مبكر، نذكر منهن: لوكريسا دي سينا، حيث كُتب اسمها بعقد الممثلين بتاريخ 10 أكتوبر 1564، حيث ذُكرت كأول ممثلة إيطالية، كذلك فينيسيا أرماني وباربرا فلامينيا كنّ ممثلات للأدوار الرئيسية وأولى الممثلات الموثقات في إيطاليا وأوروبا.

## تاريخ

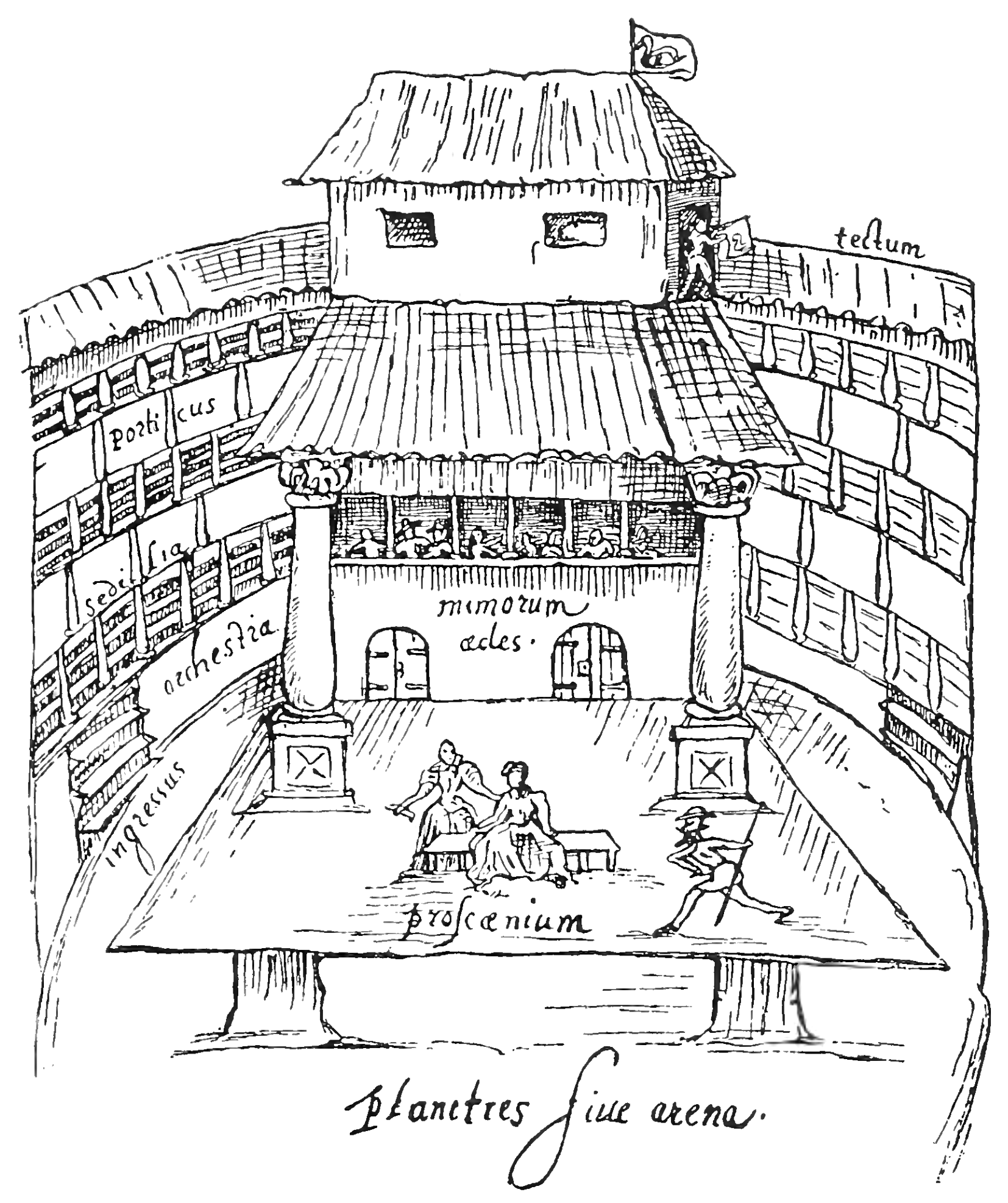
رسم تخطيطي لمسرح إليزابيثي، 1596.

أول أداء تمثيلي معروف في التاريخ البشري كان حوالي عام 534 قبل الميلاد، عندما خطا الممثل اليوناني ثسبيس مسرح ديونيسيوس متكلماً بدور شخصية في مسرحية أو قصة. كان الرقص والأغنية طرق التعبير عن القصص اليونانية قبل زمن عمل ثسبيس. قام الممثلون الذكور في مسرح اليونان القديمة بأداء ثلاثة أنواع من الدراما: تراجيديا والمسرحية الكوميدية والمسرحية الساتية. تطور المسرح الغربي وتوسع بشكل كبير تحت حكم الرومان. كان مسرح روما القديمة شكلًا فنيًا مزدهرًا ومتنوعًا، بدءًا من المهرجانات الرومانية لمسرح الشارع والرقص العاري والألعاب البهلوانية، إلى عرض الكوميديا الموقفية والتراجيديا المفصلة شفهيًا.
قرن العشرين
ظهرت المسارح ودور السينما والتليفزيون في الستينيات من القرن العشرين. واتخذت طابعاً أكثر تنظيماً، وظهرت الأكاديميات التي تعلم أساسيات فن التمثيل وتصقل الموهوبين والراغبين في الانخراط في العمل الفني بشكل أكاديمي منظم معترف به بشهادات رسمية معتمدة. وظهرت نقابات واتحادات وروابط الممثلين لتحافظ على حقوق الممثلين في المجتمع وتدعم من يُحال إلى التقاعد بسبب كبر السن، كما تبتّ في الإشكاليات والنزاعات التي تتم بين أفراد صناعة السينما أو المسرح وبين الأطراف الأخرى. الممثلون هم من أبرز نجوم وفناني المجتمع في غالبية دول العالم المتحضر.

## تقنيات

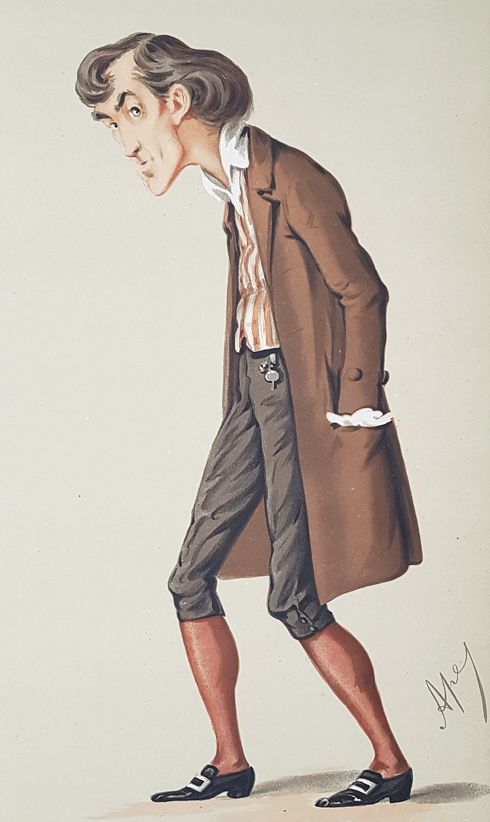
هنري إيرفينغ، 1874.

- التمثيل الكلاسيكي: وهو فلسفة في التمثيل يقوم على دمج تعبير الجسد والصوت والخيال والتخصيص والارتجال والمحفزات الخارجية وتحليل النصوص. يستند إلى نظريات وأنظمة الممثلين والمخرجين الكلاسيكيين والمختارين، نذكر منهم قسطنطين ستانيسلافسكي.
- التمثيل المنهجي: وهي مجموعة من التقنيات، صاغها لي ستراسبرغ وتعتمد على تدريب الممثلين على تحقيق توصيفات أفضل للشخصيات التي يلعبونها. تعتمد طريقة ستراسبيرج على فكرة استخدام الممثلين تجاربهم الخاصة لتحديد شخصياتهم فيصبحون بذلك قادرين على تطوير فهم عاطفي وإدراكي لأدوارهم. تقوم هذه التقنية على جوانب من نظام ستانيسلافسكي. كذلك تقنيات التمثيل الأخرى فهي تستند أيضًا على أفكار ستانيسلافسكي، مثل أفكار ستيلا أدلر وسانفورد ميسنر، ولكن لا تعتبر من تقنيات التمثيل المنهجي.[8]

## أنواع
في المسرح
في السينما
الأفلام الصامتة
في الإذاعة
في التلفزيون